# Navajeros
Navajeros è un film del 1980 diretto da Eloy de la Iglesia. 
Pellicola di produzione ispano-messicana, basata sulla vita di José Joaquín Sánchez Frutos, detto "El Jaro".
È considerato un pioniere del genere chiamato "cinema quinqui" che è stato sviluppato negli anni ottanta in Spagna.

## Trama
José Manuel Gomez Perales alias "El Jaro" è un quindicenne con una lunga fedina penale che comprende tra l'altro: 29 fughe dai riformatori e tre ferite negli scontri con la polizia. El Jaro trascorre la maggior parte del tempo con i suoi tre migliori amici: El Butano, Jhonny e El Chus. I quattro amici formano una banda pericolosa che compie rapine in tutta la città di Madrid. Senza un posto dove stare, El Jaro si accontenta di vivere con Mercedes, soprannominata "La Mexicana", una prostituta di vent'anni più grande di lui che gli fornisce amore, sesso e una casa.
In un cimitero, luogo d'incontro per El Jaro e la sua banda, il ragazzo sorprende i suoi tre amici criminali con una pistola che è riuscito a procurarsi. Questo consente a El Jaro e alla sua banda di intensificare le loro attività criminali. Vanno in un quartiere esclusivo di Madrid dove rapinano un gruppo di gay riuniti a una festa. Nel frattempo, un giornalista, che si occupa di delinquenza giovanile, racconta le terribili circostanze della disoccupazione e della disperazione dei giovani nelle zone marginali della città e dei legami tra la povertà e le attività criminali.
Mentre mangia un gelato, El Jaro sta per essere scoperto con la pistola nascosta nello zaino da due poliziotti sotto copertura, ma viene salvato da Mercedes che distrae gli agenti. In una discoteca con i suoi amici, El Jaro incontra La Toñi, la sorella di Chus. Affascinato da lei, la invita a fare un giro, ma Toñi è più interessata alle droghe di cui fa abitualmente uso che al ragazzo. Per trovare della droga per lei, El Jaro si reca da El Marques, uno spacciatore, e lo deruba di tutte le droghe dopo averlo minacciato con un coltello. Tornato con Mercedes, El Jaro le confessa di essersi innamorato di Toñi, ma i due continuano ugualmente la loro relazione.
El Jaro e la sua banda, con l'aiuto di Toñi, entrano in un motel e derubano tutti i clienti. In una delle stanze, El Jaro scopre sua madre, una prostituta, che non vede da tre anni da quando è scappato di casa a dodici anni. Lasciando il motel, El Jaro e la sua banda vengono inseguiti dalla polizia ma riescono a scappare, fuggendo dal tetto verso una scuola di ballo nell'edificio accanto. Lara, una detective, viene incaricata dal commissario di polizia di indagare sull'assalto di El Jaro al motel. Insieme ai suoi colleghi la donna interroga la madre del ragazzo.
Alla ricerca di droga in un bar, El Jaro trova El Marques che si vendica e fa violentare El Jaro da uno dei suoi uomini, Kid Marin, un barista gay. Nel frattempo, El Butano riunisce un folto gruppo di adolescenti, membri di altre gang, per vendicarsi del successo ottenuto da El Jaro. Essi distruggono il bar ed El Jaro accoltella Kid Marin nel sedere. Il grande raduno di giovani delinquenti attira l'attenzione di Lara e del commissario, ma El jaro si rifiuta di raccontare cosa sia successo e viene mandato in un riformatorio. Il giornalista cerca di ottenere un'intervista con El Jaro, ma prima di riuscirci il ragazzo fugge e si riunisce con Mercedes.
Alla loro successiva scorribanda, El Jaro e i suoi amici vengono sorpresi dalla polizia e, mentre cercano di scappare, El Chus viene ucciso ed El Jaro viene gravemente ferito all'inguine. Risvegliatosi in ospedale, El Jaro apprende da Mercedes che ha perso un testicolo. Dopo una breve permanenza in prigione, El Jaro si riunisce con Mercedes che gli dice che Toñi è incinta. El Jaro vuole avere il bambino ma Toñi vuole invece abortire ed incolpa El Jaro della morte del fratello. Mercedes poi riesce a convincere Toñi ad avere il bambino. Mercedes è davvero innamorata di El Jaro e gli promette di prendersi cura di lui e del suo bambino che nascerà presto.
Scappando con i suoi amici su un veicolo rubato, El Jaro è inseguito dalla polizia che sta seguendo quattro terroristi. Nello scontro finale El Jaro ei suoi amici scappano mentre la polizia e il terrorista si uccidono a vicenda. El Jaro decide di vedere sua madre che lavora per strada come prostituta. I suoi crimini lo hanno reso famoso nei bassifondi. Sebas, il magnaccia locale, ha una rissa con El Jaro che gli taglia la faccia. La madre di Jaro va ad aiutare il suo amante.
Toñi, sempre più amareggiata, rimprovera ad El Jaro di vivere a spese della Mercedes ed il ragazzo decide di compiere una rapina con i suoi amici per racimolare qualche soldo. Nello stesso momento in cui nasce suo figlio, El Jaro viene ucciso da due colpi di arma da fuoco, uno al petto e uno al viso.

## Accoglienza

### Incassi
Il film fu un successo commerciale sia in Spagna che in Messico, dove è uscito col titolo Dulces navajas.